# 佐藤浩輝
佐藤 浩輝（さとう こうき、 - ）は、実業家。株式会社skproject 代表取締役。

## 出演

### テレビ
- ポップメイカー（BS朝日、2014年9月5日）[1]

※SOLIDEMO、GEMの出演に伴う、ごく短時間のものを除く

### ウェブ
- 「Sugar Baby」発売記念連載企画インタビュー[2]
- 「SOLIDEMO名古屋公演」スタートインタビュー[3]